# Southern Baptist Theological Seminary

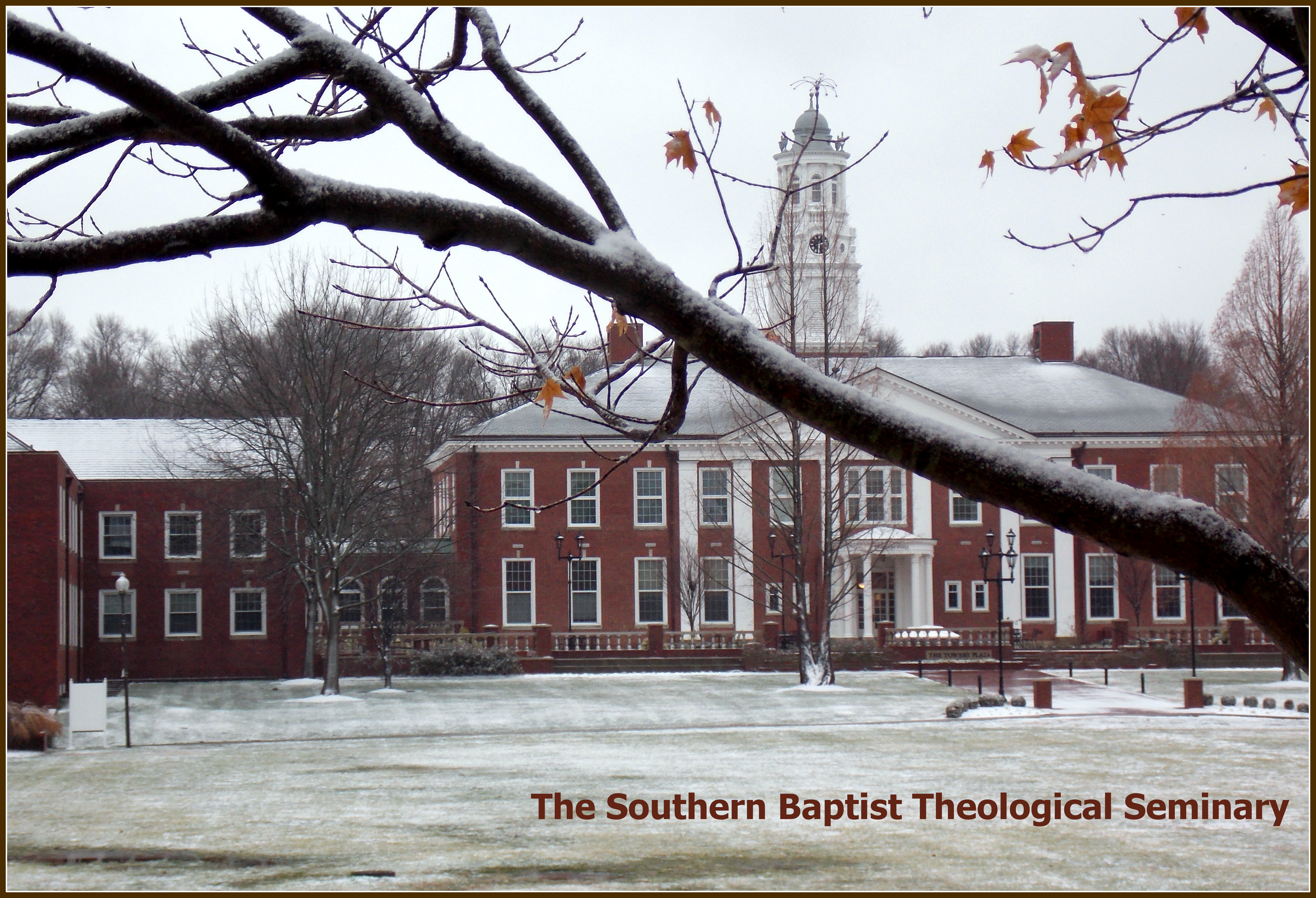
Norton Hall (2012)

Das Southern Baptist Theological Seminary (SBTS) ist ein baptistisches Theologisches Seminar in Crescent Hill, Louisville (Kentucky). Durch seine Gründung im Jahr 1859, kurz vor dem Amerikanischen Bürgerkrieg, ist es das älteste der sechs Seminare des Southern Baptist Convention. Während sich die Institution über die Jahre in Richtung des theologisch liberalen Spektrums bewegte, blieb die Denomination eher konservativ, was 1958 zu einer Kontroverse führte, in deren Folge es schließlich zur Entlassung von 13 Fakultätsmitgliedern kam. Danach entwickelte sich das Seminar mit dem Southern Baptist Convention zu einer theologisch konservativen Einrichtung, wobei die einschneidendsten Entwicklungen erst in den 1990er Jahren erfolgten.

## Struktur
Das SBTS ist in drei Fakultäten (Schools) geteilt:
- School of Theology
- The Billy Graham School of Missions, Evangelism, and Ministry
- Boyce College

## The Southern Baptist Journal of Theology
Über das Seminar erscheint drei Mal im Jahr die wissenschaftliche Zeitschrift The Southern Baptist Journal of Theology. Derzeitiger Herausgeber ist der Theologe Stephen J. Wellum.

## Präsidenten
| Nr. | Name                  | Zeitraum   |
| --- | --------------------- | ---------- |
| 1   | James Petigru Boyce   | 1859–1888  |
| 2   | John Albert Broadus   | 1888–1895  |
| 3   | William Heth Whitsitt | 1895–1899  |
| 4   | Edgar Young Mullins   | 1899–1928  |
| 5   | John Richard Sampey   | 1929–1942  |
| 6   | Ellis Adams Fuller    | 1942–1950  |
| 7   | Duke Kimbrough McCall | 1951–1982  |
| 8   | Roy Lee Honeycutt     | 1982–1993  |
| 9   | R. Albert Mohler Jr.  | 1993–heute |

## Bekannte Absolventen
- Dondi E. Costin (* 1969), Major General und Präsident der Liberty University
- Herbert Gezork (1900–1984), Pastor und Sozialethiker
- Ben Campbell Johnson (1932–2016), Professor am Columbia Theological Seminary
- Clarence Jordan (1912–1969), Gründer der Koinonia Farm und Übersetzer des Neuen Testaments
- Robert Lisle Lindsey (1917–1995), baptistischer Geistlicher und Neutestamentler
- David Gordon Lyon (1853–1937), Inhaber des Hollis Chair an der Harvard Divinity School und Mitgründer des Harvard Semitic Museum
- Charles H. Martin (1848–1931), US-amerikanischer Politiker, Mitglied des Repräsentantenhauses der Vereinigten Staaten
- Lee Roberson (1909–2007), Pastor und Gründer der Tennessee Temple University
- Norman Shands (1916–2012), Pastor und Bürgerrechtler
- Gregory Alan Thornbury (* 1970), Philosoph und Präsident des King’s College in New York City
- Rembert Truluck (1934–2008), Theologe, Autor und Geistlicher der Metropolitan Community Church
- James Emery White (* 1961), Pastor und Professor am Gordon-Conwell Theological Seminary